# Harriot Hague

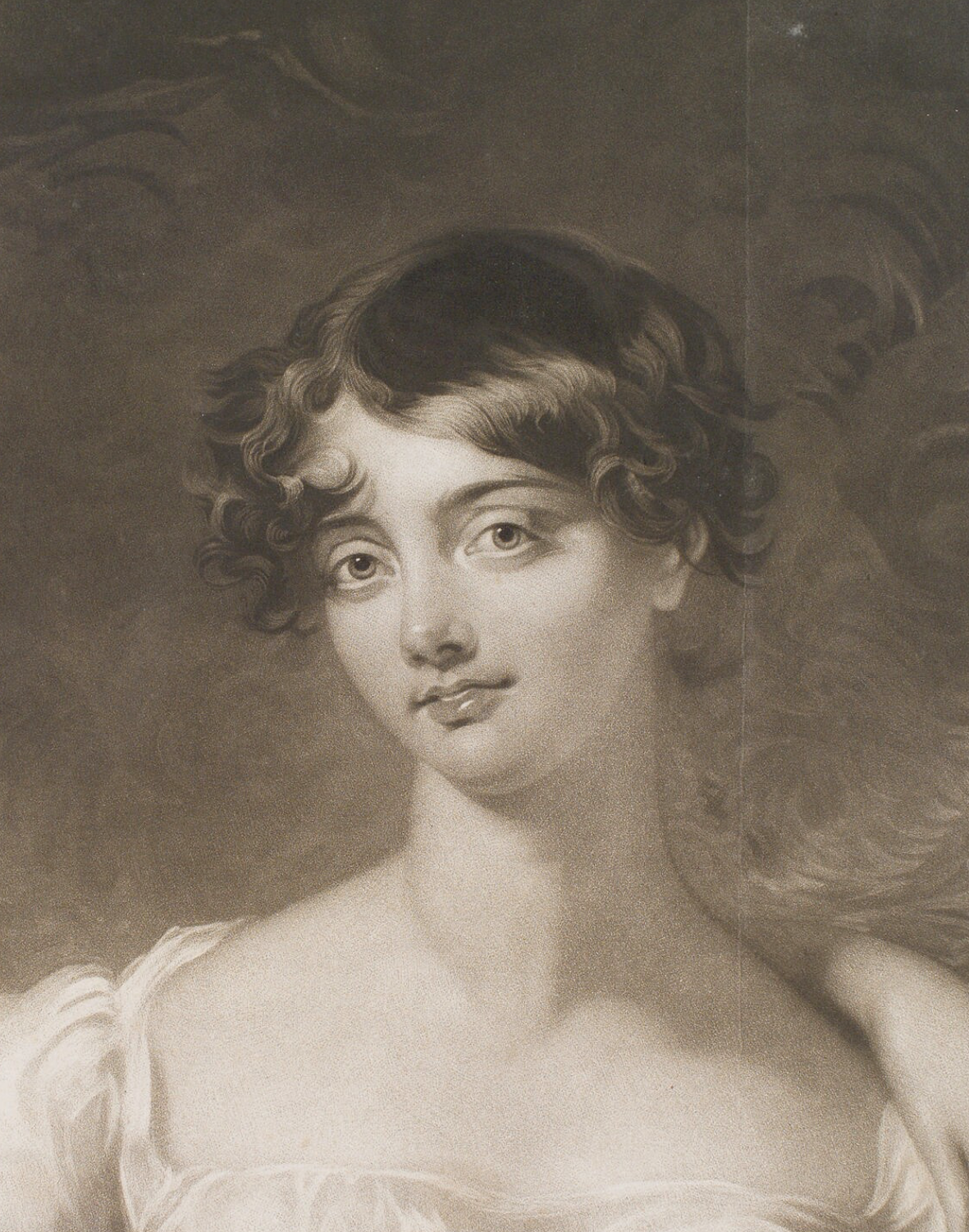
Harriot Hague, Lithographie von William Say, 1816; London, National Portrait Gallery

Harriot Hague (* 1793; † 6. Februar 1816 in Bury St Edmunds, Suffolk) war eine englische Pianistin und Komponistin.

## Leben
Harriot (nicht Harriet) Hague war die älteste Tochter des Geigers und Komponisten Charles Hague und seiner Frau Harriet Hague geb. Hussey, der ab 1791 in Cambridge lebte und dort 1799 eine Professur an der Trinity Hall erhielt, einem College der University of Cambridge.
Sie erhielt schon früh Unterricht im Klavierspiel und in der Komposition, insbesondere von ihrem Vater, und galt schon bald als große Hoffnung.
Als Pianistin bevorzugte sie die Werke von Mozart sowie Bach, von denen Letzterer speziell durch das Engagement von Samuel Wesley auch in Großbritannien allmählich bekannt wurde. Ein zeitgenössisches Lexikon schreibt über ihr Spiel:

“Her performance on the piano-forte indicated a power of executing all that the most capricious fancy of the composer could imagine; but it was a power which was always under the dominion of taste and feeling. She could give effect to the finest inventions of Mozart, and triumph, even when listened to by Samuel Wesley, over the most intricate combinations of Sebastian Bach.”

„Ihr Vortrag auf dem Pianoforte zeigte, dass sie in der Lage war, alles umzusetzen, was sich die kapriziöseste Fantasie eines Komponisten auch nur vorstellen konnte; aber es war eine Kraft, die immer unter der Herrschaft von Geschmack und Gefühl stand. Sie konnte die feinsten Erfindungen Mozarts zur Wirkung bringen und triumphierte – selbst wenn Samuel Wesley ihr zuhörte – über die kompliziertesten Kombinationen von Sebastian Bach.“

1804 erschien ihre erste Komposition, das Lied The Flower-Girl’s Cry nach einem Text der jungen Dichterin Caroline Symmons (1789–1803), die bereits mit 14 Jahren an Tuberkulose gestorben war. In einer Rezension heißt es dazu:

“This infantile production (for the ages of the poetess and musician, added together, we are told, amount but to twenty-two years) greatly exceeds what we should have expected from two such young authoresses.”

„Diese infantile Produktion (denn die Lebensalter der Dichterin und Musikerin betragen zusammengerechnet, wie man uns sagt, nur 22 Jahre) übertrifft bei weitem das, was wir von zwei so jungen Autorinnen erwartet hätten.“

Zu den erhaltenen Kompositionen zählen auch ihre Six Songs, die 1814 erschienen. Die Ausgabe enthält eine Liste von Subskribenten, unter denen sich die Musiker George Bridgetower, Charles Knyvett, Charles Neate und Samuel Wesley befinden, ebenso die Schriftstellerin Amelia Opie.
Nachdem sie bereits mit 23 Jahren gestorben war, erschien ein Nachruf, in dem es heißt:

“It would be difficult to do justice to the mild and engaging virtues of this amiable young woman, whose acquirements of mind, great as they were, constituted the least part of that execellence, the loss of which her family and friends so deeply deplore.”

„Es wäre schwierig, den sanften und einnehmenden Tugenden dieser liebenswerten jungen Frau gerecht zu werden, deren geistige Fähigkeiten, so großartig sie auch waren, nur den geringsten Teil jener Vortrefflichkeit ausmachten, deren Verlust ihre Familie und Freunde so tief bedauern.“

## Werke (Auswahl)
- Six Songs with an Accompaniment for the Piano Forte, London 1814 (Digitalisat)